# Tepuka
Tepuka je ostrov 18 km západně od Fongafale na severozápadě hlavního atolu Funafuti ostrovní země Tuvalu. Nachází se zde dobře zachovalý podzemní bunkr z druhé světové války. Ostrov leží mezi menšími ostrůvky Tepuka Vili Vili na jihozápadě a Te Afualiku na severovýchodě. V posledních letech je ostrov zasažen silnou erozí.